# Sant Vicenç de Principi
Sant Vicenç de Principi és una església romànica del municipi d'Albanyà inclosa en l'Inventari del Patrimoni Arquitectònic de Catalunya.

## Descripció
Antiga església parroquial, va ser unida el 1228 a Bassegoda i després el 1614 unida a Oix. Actualment és en ruïnes, ubicada al lloc de Principi, en els vessants nord-occidentals del Puig de Bassegoda, a prop del límit municipal de Montagut i Oix. El temple és una construcció romànica amb característiques pròpies del segle XI; resten en peu panys dels murs, perduts entre la boscúria que cobreix l'indret on està situat. És possible veure part de la cornisa que recorria l'interior de l'església, la forma de volta de canó i la finestra que s'obria a la façana de ponent.

## Història
El topònim del lloc ja és citat l'any 872 com a "collis Principii" en un document on es fa referència al cenobi de Sant Aniol d'Aguja. Temps després, en 1279, consta ja l'existència del temple ara sota el patronatge de Sant Vicenç. Com a tal, ve citat el 1315 per primera vegada, en la prestació d'homenatge feta per Ramon de Vilamarí a favor de Guillem, bisbe de Girona i abat de Sant Feliu de Girona, per la meitat de les dècimes de la parròquia de "Sahcti Vicencii de Pricipi", que tenia en feu del prelat i de l'església gironina.
La població vinculada a aquesta església parroquial, la de Sant Julià de Ribelles i de la Sant Corneli de la Muga era molt i molt baixa, cosa que va fer que totes tres parròquies fossin unides a Oix el 1614.